# Silver Bow County
Silver Bow County is een county in de Amerikaanse staat Montana.
De county heeft een landoppervlakte van 1.860 km² en telt 34.606 inwoners (volkstelling 2000). De hoofdplaats is Butte.

## Bevolkingsontwikkeling

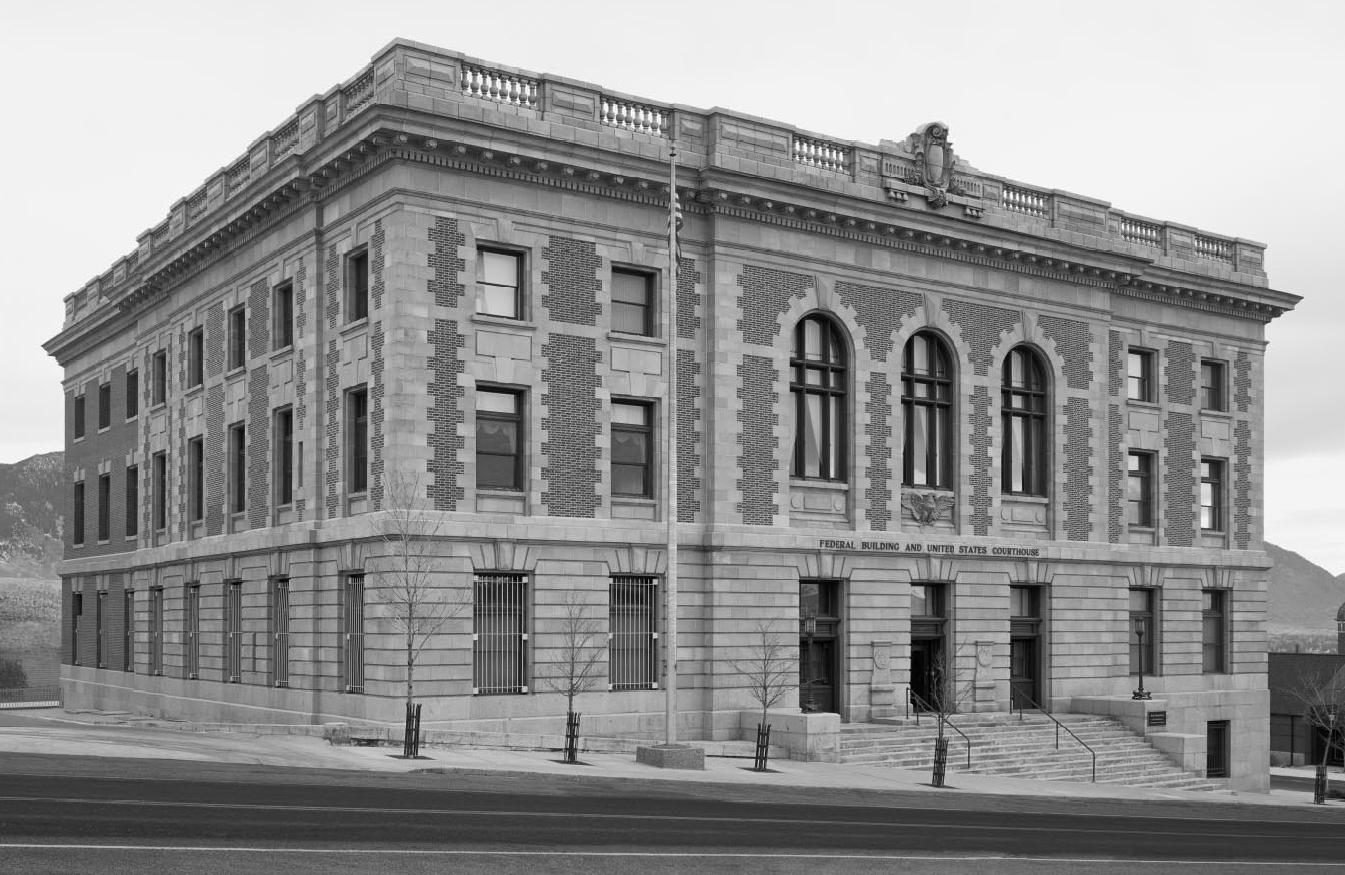
Mansfield Fed Courthouse